# Erich Wewel Verlag

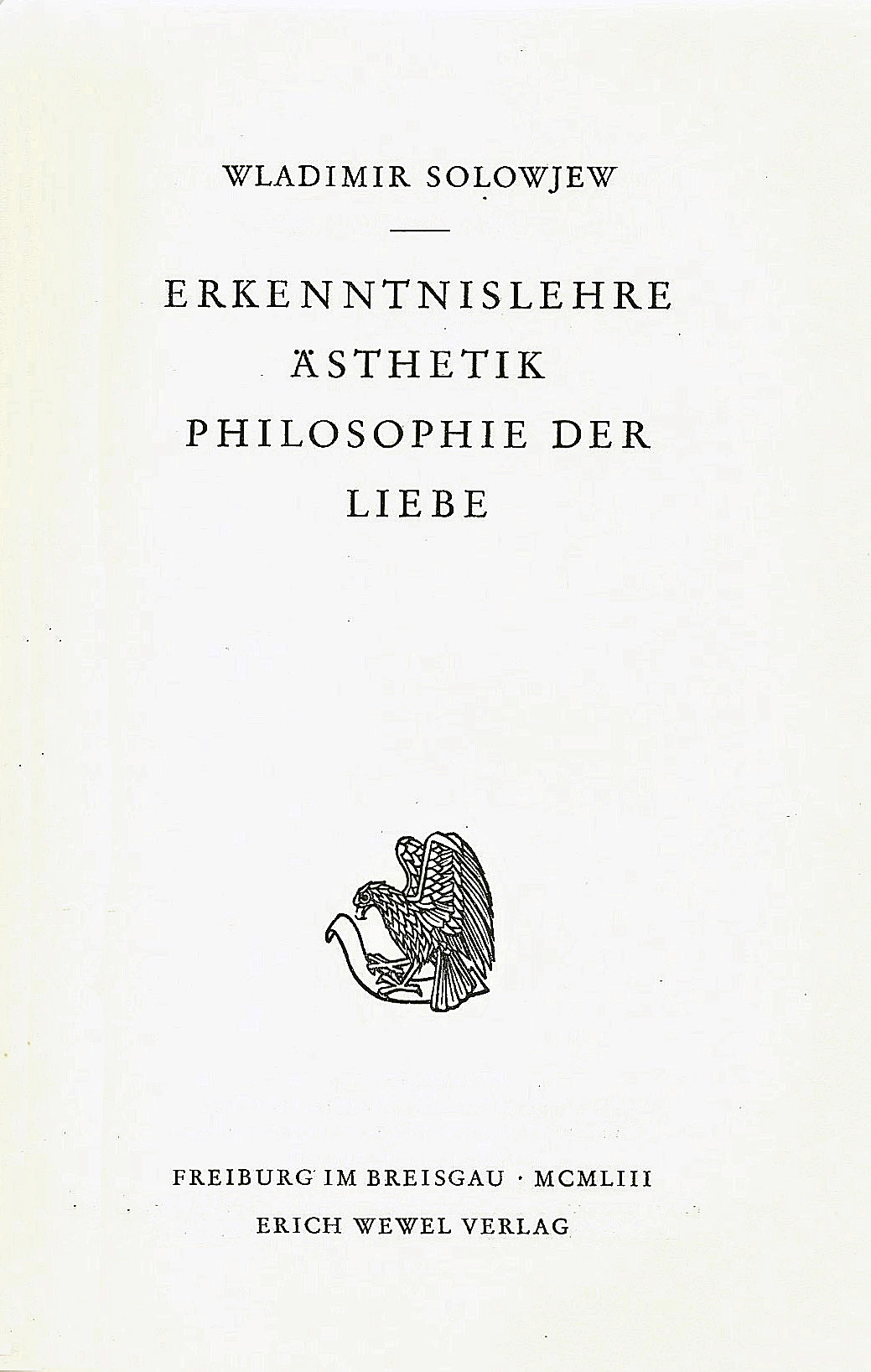
'Solowjew Deutsche Gesamtausgabe Band VII. Freiburg i. Br. 1953. Titelblatt

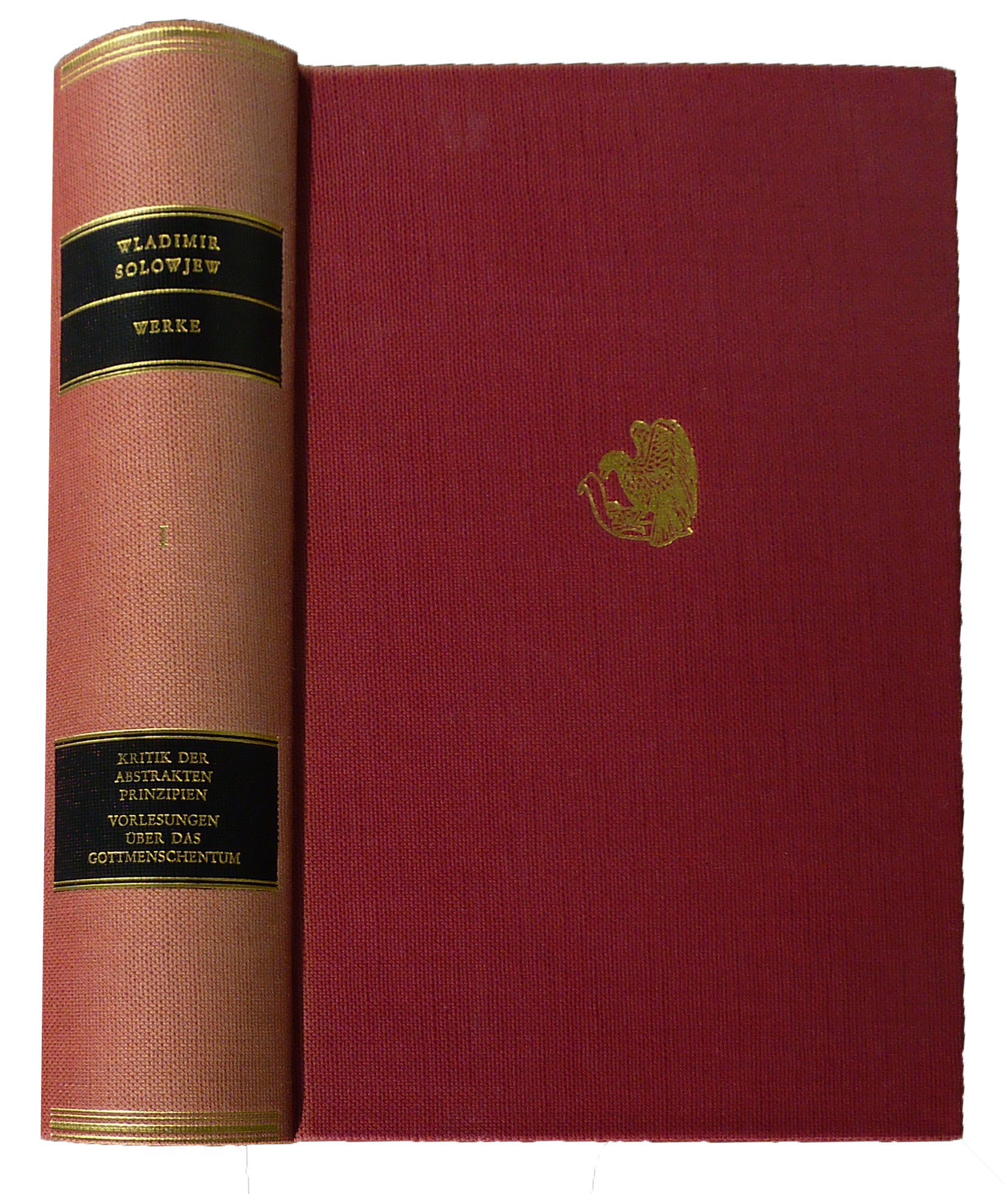
'Solowjew Deutsche Gesamtausgabe Band I. München 1978. Einband

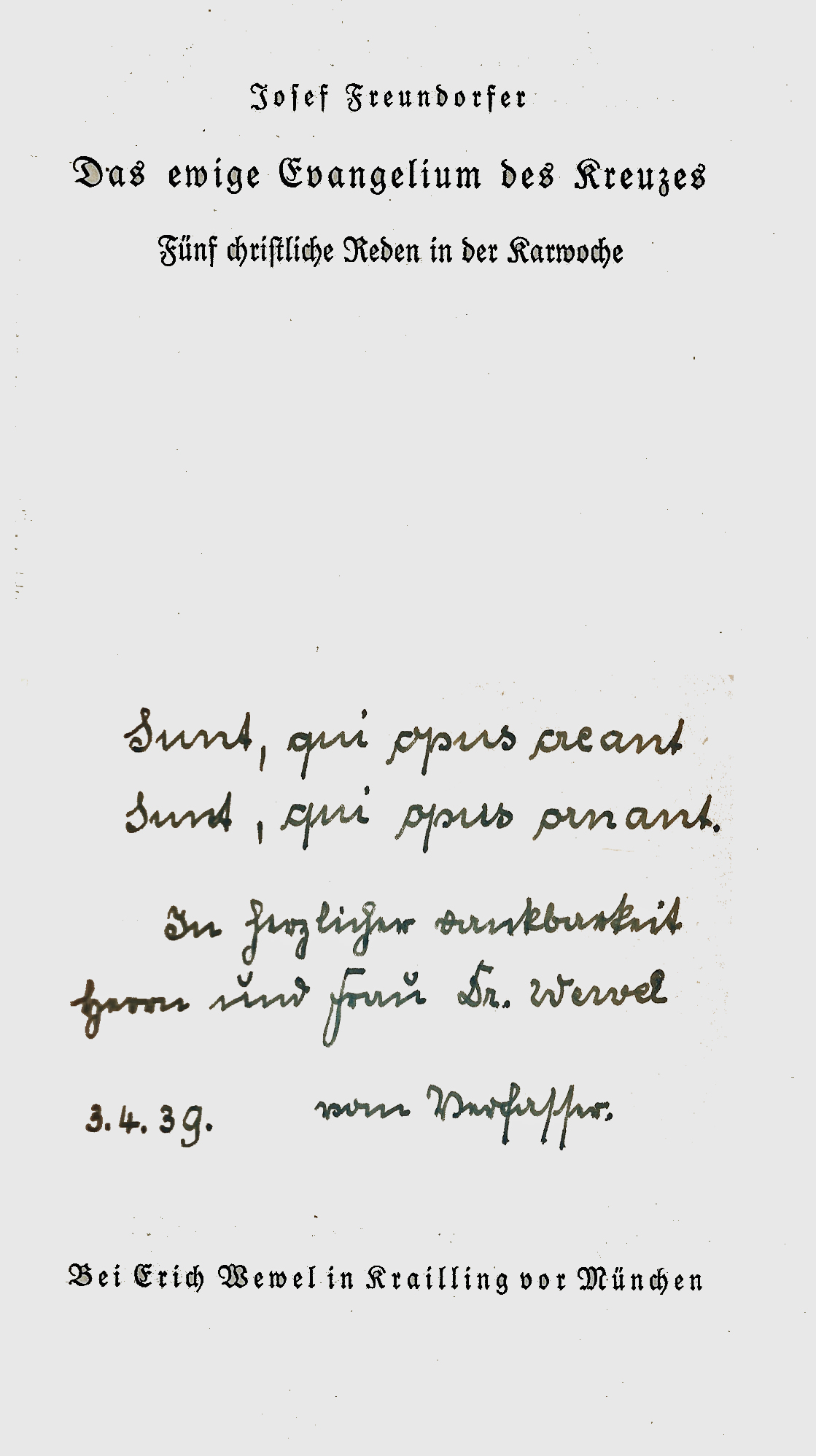
Eines der ersten Bücher im Erich Wewel Verlag 1939. > Freundorfer

Der Erich Wewel Verlag veröffentlichte vor allem philosophische, theologische und religionswissenschaftliche Werke.
1936 gründete Erich Wewel den Verlag „Das Wort in der Zeit“ und übernahm vom Manz Verlag die gleichnamige Zeitschrift und die Zeitschrift Der Prediger und Katechet in ihrem 86. Jahrgang. 1937 übersiedelte der Verlag nach Krailling vor München. 1938 wurden beide Zeitschriften verboten. Der Verlag wurde in Erich Wewel Verlag umbenannt. Der erste Verlagsprospekt von 1939 wurde von einer englischen Zeitschrift mit der Bemerkung abgedruckt, es gebe in Deutschland doch noch geistig selbstständige Verleger, woraufhin er von der Gestapo beschlagnahmt wurde. Zum Verlagssignet hatte Wewel den Adler des Evangelisten Johannes gewählt. Darunter stand der Vers Hölderlins: „Weil an den Adler sich halten müssen, damit sich nicht mit eigenem Sinne zornig deuten die Dichter, wohnen über dem Fluge des Vogels … die Prophetischen.“
Eines der ersten verlegten Werke war das Buch von Josef Sellmair Der Mensch in der Tragik, womit Wewel damals genau die innere Situation vieler an sich und der Zeit leidenden Menschen traf. Bezeichnend für Wewels ökumenische Haltung war das 1940 erschienene Buch von Joseph Pascher Inwendiges Leben in der Werkgefahr. Sein Verlag brachte auch Kinder- und Jugendbücher in künstlerischer Ausstattung heraus. Da Wewel aber nicht dem Verlangen des Reichspropagandaministeriums nachkam, alles Christliche und Religiöse aus diesen Büchern zu entfernen, musste ihre Produktion wieder eingestellt werden. Andere Bücher wurden von der Gestapo verboten. 1943 kam der erste Stilllegungsbescheid, 1944 der zweite, endgültige.
Krankheitsbedingt konnte Erich Wewel erst 1948 wieder Bücher herausbringen. Sein besonderes Engagement galt der Deutsche Gesamtausgabe der Werke von Wladimir Solowjew, deren Typographie Jan Tschichold besorgte.
1951 übersiedelte der Verlag nach Freiburg im Breisgau. Ein großer Erfolg wurde das dreibändige moraltheologische Werk Das Gesetz Christi von Bernhard Häring, das in kurzer Zeit acht Auflagen erreichte und in elf Sprachen übersetzt wurde.
Der Verlag konzentrierte sich vor allem auf philosophische, theologische und religionswissenschaftliche Werke. Einige Autoren: Eugen Biser, Emerich Coreth, Julius Kardinal Döpfner, Heinrich Fries, Hanna-Barbara Gerl-Falkovitz, Bernhard Häring, Andreas Evaristus Mader, Nikolaus Monzel, Ludolf Müller, Thomas Ohm, Joseph Kardinal Ratzinger, Wladimir Solowjew.
Besonderen Wert legte Wewel auf die Harmonie von geistiger Aussage, sprachlicher Aussageform, Satz, Druck und die gesamte Ausstattung seiner Bücher. Wiederholt gehörten sie zu den „schönsten Büchern des Jahres“..
1965 hat Wewel aus gesundheitlichen Gründen seinen Verlag dem Verlag G. J. Manz in München angeschlossen, behielt aber die geistige Leitung, weshalb noch 1972 München und Freiburg i. Br. als Verlagsort galten. 1974 starb Wewel nach langer Krankheit. Weil Manz 1998 seine Buchproduktion einstellte, kam der Erich Wewel Verlag zum Auer-Verlag nach Donauwörth und weiter zur Verlagsgruppe Klett in Stuttgart, die alle Geschäftsanteile des Auer-Verlages übernahm. 2006 wurde der Erich Wewel Verlag an den Sankt Ulrich Verlag in Augsburg verkauft, der 2012 nur noch wenige Bücher des Wewel-Programms lieferbar hält und unter dem Label „Wewel“ keine neuen Bücher mehr verlegt.